# Vardakar
Vardakar (in armeno Վարդաքար?) è un comune di 646 abitanti (2001) della provincia di Shirak in Armenia.